# ملک قمی
مولانا میرزا ملک محمد قمی (زادهٔ ۹۰۹ خورشیدی – درگذشتهٔ ۹۹۵ خورشیدی) معروف به ملک الکلام از شعرای سده یازدهم قم است.

## معرفی
محمد ملک قمی در زمان حکومت شاه طهماسب اول در قم به دنیا آمد. در ابتدا اشعارش مورد توجه بسیاری قرار گرفت ولی هجو گویی یکی از شاعران در مورد او در دربار شاه عباس صفوی باعث مهاجرت او شد.

## مهاجرت به دکن
او در سال ۹۷۸ قمری به هند نقل مکان کرد و چندی در دکن در خدمت شاهان به سر برد. از او اشعاری در مدح پادشاهان آن دیار موجود است. او در آنجا با ظهوری ترشیزی آشنا شد و دختر خود را به ازدواج با او درآورد. وقتی آنجا به دست عبدالرحیم خان‌خانان فتح شد مولانا ملک تحت ملازمت او قرار گرفت و قصیده‌هایی در مدحش سرود.

## مهاجرت به بیجاپور
ملک قمی و دادمادش در هند نماندند. آنها در سال ۱۰۰۳ به قصد مهاجرت مکه آنجا را ترک کرده ولی به بیجاپور مهاجرت کردند. او در دربار عادل شاه ثانی جایگاه بلندی را یافت.

## وفات
عبدالقادر بداونی، عقیده دارد که ملک قمی و ظهوری ترشیزی در حادثه غریب کشی در دکن به قتل رسیده‌اند. (در این حادثه مهاجران ایرانی، حجازی و عراقی که در قرن‌های قبل به دکن رفته‌اند، به طور وسیع به قتل رسیده‌اند) اما ظاهراً این نظر نادرست است. زیرا این شاعر در میان اشعارش در مورد این حادثه چند بیتی سروده است. ظاهراً نظر درست‌تر این است که وی در بیجارپور درگذشته است و او را بنا بر وصیتی که کرده بوده در همان شهر دفن کرده‌اند.